# 마르셀 달리오
마르셀 달리오(Marcel Dalio, 1900년 7월 17일 ~ 1983년 11월 20일)는 프랑스의 배우, 영화 배우, 텔레비전 배우이다.

## 출연 작품

### 영화
- 공적인 일 (1934)
- 망향 (1937)
- 위대한 환상 (1937)
- 게임의 규칙 (1939)
- 언홀리 파트너스 (1941) - 몰리뉴스 역
- 상하이 제스처 (1941)
- 하메룬의 계약 (1942)
- 운명의 향연 (1942)
- 카사블랑카 (1942)
- 영원의 처녀 (1943)
- 사막의 노래 (1943)
- 베르나데트의 노래 (1943)
- 핀 업 걸 (1944)
- 윌슨 (1944)
- 소유와 무소유 (1944)
- 벨 포 아다노 (1945)
- 지옥에 떨어진 사람들 (1947)
- 베로나의 연인들 (1949)
- 헨리의 사랑찾기 (1951)
- 리치 영 앤 프리티 (1951)
- Monte Carlo Baby (1951)
- Lovely to Look At (1952)
- 메리 위도우 (1952)
- 킬리만자로의 눈 (1952)
- 해피 타임 (1952)
- 신사는 금발을 좋아한다 (1953)
- 럭키 미 (1954)
- 사브리나 (1954) - 바론 세인트 판타넬 역
- 과거를 가진 애정 (1955)
- 애니씽 고즈 (1956)
- 1만개의 침실들 (1957)
- 태양은 또 떠오른다 (1957)
- 퍼펙트 퍼로 (1959)
- 필로우 토크 (1959)
- 캉캉 (1960)
- 빅 리스크 (1960)
- 송 위다웃 엔드 (1960)
- 4시의 악마 (1961)
- 카르투슈 (1962)
- 프랑스식 십계 (1962, Le Diable et les Dix Commandements)
- 아드리안 메신저 (1963)
- 도노반의 산호초 (1963)
- 틴틴 앤 더 블루 오렌지스 (1964) - 목소리
- 백만달러의 사랑 (1966)
- Tendre voyou (1966)
- 25시 (1967)
- 세상에서 가장 오래된 직업 (1967, Le Plus Vieux Métier du monde)
- 우리의 후견인 장 르누아르 1부: 상대성의 탐구 (1967) - 본인 역
- 우리의 후견인 장 르누아르 3부: 규칙과 예외 (1967) - 본인 역
- 유럽에서 생긴 일 (1968)
- 저스틴 (1969)
- 캐치 22 (1970)
- 위대한 희망 (1970)
- 비스트 (1975)
- 축제는 시작된다 (1975)
- 맛있게 드십시오 (1976)

### 텔레비전
- 선셋 77번가 (1960)